# Princípio e Fim
Princípio e Fim é o quarto álbum de estúdio do cantor brasileiro Leonardo Gonçalves, lançado em 9 de abril de 2012 pela gravadora Sony Music Brasil. É um álbum conceitual sobre o reino de Deus no mundo terreno e na eternidade. A obra foi produzida pelo próprio cantor, que considerou o trabalho mais coeso e maduro que os anteriores.
O lançamento do trabalho passou por uma série de atrasos. Inicialmente, Princípio e Fim foi anunciado para ser lançado ainda em 2011, mas por opção do próprio Gonçalves a gravação foi adiada por três vezes. Segundo o próprio, a intenção foi de dar o melhor para seu trabalho. Para sua gravação houve parcerias com diversos músicos brasileiros e do exterior. Os arranjos de cordas foram gravados na República Tcheca numa orquestra de sessenta músicos.
Musicalmente a obra passa por vários gêneros musicais. Parte da crítica especializada define o disco como predominantemente pop, mas este mescla vários outras sonoridade até então exploradas anteriormente por Leonardo, como o soul e o folk. O primeiro single da obra foi "Novo", que também foi lançada em uma versão em videoclipe divulgada em vários portais de música, tanto no meio cristão quanto no geral. Tal faixa também permaneceu dentre as dez primeiras posições na Gospel Brasil 50, uma tabela musical da Billboard Brasil que reúne as canções da música cristã mais executadas no Brasil mensalmente.
Além de lançado fisicamente, Princípio e Fim foi distribuído em vários canais digitais como o Terra Sonora e o iTunes, se destacando neste último por ser o primeiro de seu gênero a alcançar o topo dentre os mais vendidos, superando até o álbum Roberto Carlos em Jerusalém, de Roberto Carlos. Também foi indicado a várias categorias ao Troféu Promessas em 2012.

## Produção
Devido a baixa do dólar, boa parte da gravação fora feita no exterior.
As baterias foram gravadas com Dan Needham (Jaci Velasquez, Michael W. Smith, etc.), Marvin McQuitty (que foi o baterista do Fred Hammond por 10 anos) e Jurim Moreira. A maioria dos baixos com André Rodrigues (que gravou desde o primeiríssimo, em 2001). Guitarras com Edgard Cabral (Nivea Soares, Pr. Cirilo, Daniela Araújo) e Edson Guidetti. E os pianos com Samuel Silva e Jorginho Araújo.
As cordas foram gravadas em Praga, na República Tcheca, no Rudolfinum, um teatro de 1885, e quem regeu e dirigiu foi seu tio Williams Costa Jr., com 62 músicos (todos instrumentos de cordas) da Orquestra Filarmônica de Praga.

## Projeto Gráfico
O processo todo de construção do projeto gráfico foi uma das melhores novidades para ele, junto à Sony Music. O design fora feito por Carlos André Gomes, que também realizou obra no CD anterior em hebraico, Avinu Malkenu, e as fotos tiradas por Lucas Motta, que é quem está assinou a arte de sua esposa Daniela Araújo.

## Lançamento e recepção
| Críticas profissionais | Críticas profissionais |
| Avaliações da crítica  | Avaliações da crítica  |
| Fonte                  | Avaliação              |
| ---------------------- | ---------------------- |
| Super Gospel           | [ 7 ]                  |

Princípio e Fim foi liberado em 9 de abril de 2012 pela gravadora Sony Music Brasil e foi um sucesso comercial. Foi o primeiro álbum brasileiro de temática evangélica a alcançar o primeiro lugar da parada de álbuns do iTunes e, anos depois, recebeu um disco de ouro por vender mais de 40 mil cópias.
O projeto também recebeu uma avaliação aclamada do portal Super Gospel. A crítica, com cotação de 5 de 5 estrelas, afirmou que o álbum "aos poucos, está se transformando em um clássico na história da música cristã contemporânea brasileira". Em 2019, foi eleito pelo portal o melhor álbum da década de 2010.

## Faixas
| N.º            | Título                                   | Compositor(es)                      | Duração |  |
| 1.             | "Prelúdio" (tsion)                       | Leonardo Gonçalves                  | 01:11   |  |
| 2.             | "Tsion"                                  | Leonardo Gonçalves                  | 02:25   |  |
| 3.             | "Novo"                                   | Tiago Arrais                        | 04:27   |  |
| 4.             | "Sublime"                                | Daniela Araújo                      | 04:28   |  |
| 5.             | "Bondade"                                | Leonardo Gonçalves                  | 04:32   |  |
| 6.             | "Eu Acredito"                            | Tiago Arrais                        | 04:43   |  |
| 7.             | "Interlúdio" (tsion)                     | Leonardo Gonçalves                  | 00:49   |  |
| 8.             | "Viver o Amor"                           | Daniela Araújo e Leonardo Gonçalves | 03:57   |  |
| 9.             | "Mente e Coração"                        | Leonardo Gonçalves                  | 03:55   |  |
| 10.            | "There"                                  | Leonardo Gonçalves e Samuel Silva   | 04:10   |  |
| 11.            | "Jamais"                                 | Felipe Valente                      | 04:39   |  |
| 12.            | "Princípio e Fim" (Part. Daniela Araújo) | Felipe Valente                      | 04:33   |  |
| Duração total: | Duração total:                           | Duração total:                      | 43:56   |  |